# Benacre
Benacre – wieś w Anglii, w hrabstwie Suffolk, w dystrykcie East Suffolk. Leży 54 km na północny wschód od miasta Ipswich i 160 km na północny wschód od Londynu. W 2001 miejscowość liczyła 60 mieszkańców.